# Élisabeth Lebeau
 (mars 2025).
Motif : Où sont les sources secondaires consacrées à cette bibliothécaire par des auteurs indépendants ?
- Archive Wikiwix
- Bing
- Cairn
- DuckDuckGo
- E. Universalis
- Gallica
- Google
- G. Books
- G. News
- G. Scholar
- Persée
- Qwant
- (zh) Baidu
- (ru) Yandex
- (wd) trouver des œuvres sur Wikidata

| 1. | Préciser le motif de la pose du bandeau. | Précisez le motif de la pose du bandeau en utilisant la syntaxe suivante : {{admissibilité à vérifier\|date=avril 2025\|motif=remplacez ce texte par le motif}}                       |
| 2. | Informer les utilisateurs concernés.     | Pensez à avertir le créateur de l'article, par exemple, en insérant le code ci-dessous sur sa page de discussion : {{subst:avertissement admissibilité à vérifier\|Élisabeth Lebeau}} |

 (mars 2025).
Élisabeth Lebeau, née le 22 février 1900 dans le 3e arrondissement de Paris et morte le 26 août 1997 dans le 6e arrondissement de Paris, est une bibliothécaire française qui a largement participé au développement du Département de la musique de la Bibliothèque nationale de France.

## Biographie

### Études et formation
Élisabeth Lebeau quitte le lycée avec un baccalauréat latin, langue et philosophie. Elle s'oriente d'abord vers la musique et l'enseignement. Elle obtient en 1923 un certificat d'aptitude à l'enseignement de la musique dans les écoles primaires supérieures et dans les écoles normales. Après une activité de professeure de musique, elle reprend ses études en suivant quatre licences à la Faculté des lettres de l’université de Paris, en histoire de la musique, en histoire moderne et contemporaine de l’art, en histoire de l’art du Moyen-Âge et en esthétique et science de l’art. Elle obtient ces licences en 1937, 1938 et 1939.
C'est en 1938 qu'Élisabeth Lebeau fait ses premiers pas dans le monde des bibliothèques en obtenant le Diplôme Technique de Bibliothèque. Elle complète ce diplôme en 1946 avec l'obtention d'un Certificat de Documentation Générale dispensé par l'Union française des organismes de documentation.

### Carrière au sein de la Bibliothèque nationale de France
En 1941, elle entre à la Bibliothèque nationale de France (BnF) comme chargée de la surveillance générale. Elle s'y fait déjà remarquer pour son sérieux. Dans sa demande pour rejoindre le département de la musique, Monsieur Pirro, son supérieur hiérarchique, écrit d'elle :

« Collaboratrice d'un dévouement total, a su se rendre sympathique à tous ses subordonnés. Inlassable, elle fournit un travail de haute qualité. »

— M. Pirro, Fiche de personnel
Toujours à la BnF, elle devient bibliothécaire stagiaire dans le tout nouveau département de la musique,  en 1942. Elle y travaille comme bibliothécaire jusqu'en 1956. Sur cette période, elle est chargée de la centralisation des achats et du catalogage. En 1950, son supérieur proposait déjà à Julien Cain, alors administrateur général de la BnF, de récompenser son travail en la nommant au grade de conservateur adjoint. En 1956, elle devient conservatrice et de 1959 à 1961, elle assure par intérim les fonctions de conservatrice en chef du département de la musique. Finalement, en 1963, elle accède au poste de conservatrice en chef du département de la musique jusqu'en 1970 où elle prend sa retraite. À son départ, elle obtient le grade de conservateur honoraire, c'est Étienne Dennery, l'administrateur de l'époque, qui le lui annonce par lettre : 

« Je suis heureux de vous faire parvenir ci-joint l’arrêté qui vous confère l’honorariat de votre grade. Il n’était d’ailleurs pas besoin de cette mesure pour que votre nom soit attaché à la création et à l’installation du département de la Musique. »

— Étienne Dennery, Lettre d'Étienne Dennery à Élisabeth Lebeau, du 7 décembre 1970

### Activités associatives
En plus de ses activités professionnelles, elle est aussi engagée dans de nombreuses associations. Elle fait partie d'associations professionnelles comme l'Association amicale des conservateurs de collections publiques de France (AGCCPF), l'Association des Bibliothécaires de France (ABF) et l'Association internationale des bibliothèques, archives et centres de documentation musicaux.
Elle est aussi engagée auprès d'associations musicales : la Société Française de Musicologie (SFM), où elle est membre du conseil d'administration et pour qui elle publie beaucoup d'articles dans la Revue de musicologie, la Société Internationale de Musicologie (SIM) et la Société belge de musicologie. Dans le cadre de ses activités associatives, elle assiste à de nombreux congrès dans lesquels elle intervient en tant que conservatrice au Département de la musique de la BnF.

## Publications
Élisabeth Lebeau publie de nombreux articles dans la Revue de musicologie de la SFM. Elle écrit également de nombreuses communications à destination des congrès dans lesquels elle se rend :
- “Le Timbre Fiscal de La Musique En Feuilles de 1797 a 1840.” Revue de Musicologie, vol. 24, no. 73/74, 1945, pp. 20–28[11]
- “L’entrée de La Collection Musicale de Sébastien de Brossard à La Bibliothèque Du Roi, d’après Des Documents Inédits.” Revue de Musicologie, vol. 33, no. 97/98, 1951, pp. 20–43[12]
- “Un Fonds Provenant Du Concert Spirituel à La Bibliothèque Nationale.” Revue de Musicologie, vol. 37, 1955, pp. 187–92[13]
- “Périodiques.” Revue de Musicologie, vol. 42, no. 118, 1958, pp. 244–74[14]
- “Périodiques. Congrès et Mélanges.” Revue de Musicologie, vol. 38, no. 114, 1956, pp. 198–233[15]
- “Daniel Danielis 1635-1696.” Revue Belge de Musicologie / Belgisch Tijdschrift Voor Muziekwetenschap, vol. 12, no. 1/4, 1958, pp. 70–74[16]
- “Les Éditions Musicales Des Anciens Pays-Bas de La Bibliothèque Ballard à Paris Vers 1700.” Revue Belge de Musicologie / Belgisch Tijdschrift Voor Muziekwetenschap, vol. 9, no. 1/2, 1955, pp. 32–36[17]
- “Le Problème Des Publications Originales de Musique Non Imprimées, à Propos de La Recherche de La Musique de Film: Rapport Secondaire.” Fontes Artis Musicae, vol. 12, no. 2/3, 1965, pp. 150–52[18]
- “Les Catalogues de Vente de Tableaux et d’objets d’art, Source de Documentation Musicale.” Fontes Artis Musicae, vol. 13, no. 1, 1966, pp. 67–72[19]
- « Une succursale officieuse de Johann-Anton André à Paris de 1802 à 1806. Éditions mozartiennes » communication faite au congrès Mozart, Vienne, juin 1956
- « La musique des cérémonies célébrées à la mort de Marie-Thérèse reine de France 1683 » Communication faite au colloque tenu à Wégimont en septembre 1957 sur le thème Le Baroque musicales

## Distinctions
Chevalier de la Légion d'honneur, décret du 20 avril 1966
 Commandeure de l'ordre des Palmes académiques